# Puchar Interkontynentalny w piłce nożnej 1966
Mecze o Puchar Interkontynentalny 1966 zostały rozegrane 12 i 26 października 1966 pomiędzy Realem Madryt, zwycięzcą Pucharu Europy Mistrzów Klubowych 1965/66 oraz Peñarolem, triumfatorem Copa Libertadores 1966. Peñarol wygrał dwumecz 4:0, wygrywając 2:0 w Montevideo i 2:0 rewanż w Madrycie.

## Szczegóły meczu

### Pierwszy mecz
| 12 października 1966 | CA Peñarol · Spencer 12' 74' | 2:01:0 | Real Madryt | Estadio Centenario, Montevideo Widzów: 58.324 Sędzia: Claudio Vicuña |
|                      |                              |        |             |                                                                      |

| PEÑAROL       |    |                       |
|               |    |                       |
|               |    |                       |
| BR            | 1  | Ladislao Mazurkiewicz |
| OB            | 2  | Juan Lezcano          |
| OB            | 3  | Luis Varela           |
| OB            | 4  | Tabaré González       |
| OB            | 5  | Pablo Forlán          |
| PO            | 6  | Néstor Gonçalves      |
| PO            | 7  | Julio Abbadie         |
| PO            | 8  | Julio Cortés          |
| NA            | 9  | Alberto Spencer       |
| NA            | 10 | Pedro Rocha           |
| NA            | 11 | Juan Joya             |
| Trener:       |    |                       |
| Roque Máspoli |    |                       |

| REAL MADRYT  |    |                         |
|              |    |                         |
| BR           | 1  | Antonio Betancort       |
| OB           | 2  | Pachín                  |
| OB           | 3  | Pedro de Felipe         |
| OB           | 4  | Manuel Sanchís Martínez |
| OB           | 5  | Félix Ruiz              |
| OB           | 6  | Ignacio Zoco            |
| PO           | 7  | Fernando Serena         |
| PO           | 8  | Pirri                   |
| NA           | 9  | Amancio Amaro           |
| NA           | 10 | Manuel Velázquez        |
| NA           | 11 | Manuel Bueno            |
| Trener:      |    |                         |
| Miguel Muñoz |    |                         |

### Drugi mecz
| 26 października 1966 | Real Madryt | 0:2 | CA Peñarol · Rocha 30' (k.) · Spencer 41' | Santiago Bernabéu, Madryt Widzów: 71.063 Sędzia: Concetto Lo Bello |
|                      |             |     |                                           |                                                                    |

| REAL MADRYT  |    |                         |
|              |    |                         |
| BR           | 1  | Antonio Betancort       |
| OB           | 2  | Antonio Calpe           |
| OB           | 3  | Pedro de Felipe         |
| OB           | 4  | Manuel Sanchís Martínez |
| OB           | 5  | Pirri                   |
| OB           | 6  | Ignacio Zoco            |
| PO           | 7  | Fernando Serena         |
| PO           | 8  | Ramón Grosso            |
| NA           | 9  | Amancio Amaro           |
| NA           | 10 | Manuel Velázquez        |
| NA           | 11 | Francisco Gento         |
| Trener:      |    |                         |
| Miguel Muñoz |    |                         |

| PEÑAROL       |    |                       |
|               |    |                       |
|               |    |                       |
| BR            | 1  | Ladislao Mazurkiewicz |
| OB            | 2  | Juan Lezcano          |
| OB            | 3  | Luis Varela           |
| OB            | 4  | Tabaré González       |
| OB            | 5  | Omar Caetano          |
| PO            | 6  | Néstor Gonçalves      |
| PO            | 7  | Julio Abbadie         |
| PO            | 8  | Julio Cortés          |
| NA            | 9  | Alberto Spencer       |
| NA            | 10 | Pedro Rocha           |
| NA            | 11 | Juan Joya             |
| Trener:       |    |                       |
| Roque Máspoli |    |                       |

| Puchar Interkontynentalny (1966) |
| -------------------------------- |
| Urugwaj                          |
| Peñarol Drugi Tytuł              |